# Jerzy Marcin Ożarowski
Jerzy Marcin Ożarowski herbu Rawicz (ur. ok. 1690, zm. przed 11 kwietnia 1741) – generał-lejtnant wojsk koronnych w 1737 roku, oboźny koronny (dworski) w latach 1729–1741, podstoli koronny w latach 1728–1729, stolnik krakowski w latach 1712–1728, wielkorządca krakowski w latach 1730–1734, starosta nowomiejski  i drugniński, starosta dobczycki w 1739 roku, marszałek województwa krakowskiego w konfederacji dzikowskiej w 1734 roku.

## Życiorys
Ojcem jego był Bogusław Ożarowski stolnik krakowski, matką Teofila z Wiszowatych herbu Roch. Ród Wiszowatych wsławił się w dziejach reformacji. Oboje rodzice byli wyznania ewangelicko-reformowanego, jego matka występowała jako kalwinistka jeszcze w 1698 roku. Po śmierci rodziców zaopiekował się nim wuj Stefan Bobrownicki herbu Doliwa, chorąży bracławski (i konwertyta na katolicyzm) pod którego wpływem sam przeszedł na katolicyzm i który wysłał go za granicę "dla poznania świata". Ożarowskiemu marzyła się kariera wojskowa. Wstąpił do wojska i zwrócił na siebie uwagę hetmana wielkiego koronnego Sieniawskiego. Szybko awansował do stopnia pułkownika i w krótkim czasie został generałem-adiutantem hetmana. Ożenił się z Konstancją Bobrownicką, córką swojego opiekuna. Król August II mianował go stolnikiem krakowskim i dodatkowo obdarował starostwem, obejmującym miejscowości Podstoła, Drugnia i Wierzbie, wówczas w powiecie wiślickim.
Przełomowym momentem w jego karierze wojskowej był okres konfederacji tarnogrodzkiej. Po zawarciu traktatu zwolenników Augusta II z konfederatami w 1716, Ożarowski bardzo krótko działał u boku Sieniawskiego, po czym zajął się gospodarowaniem w swoich dobrach. We Wschowie 15 czerwca 1728 został mianowany podstolim wielkim koronnym a 20 maja 1729, po Jerzym Lubomirskim, został oboźnym wielkim koronnym. Począwszy od 1724 wielokrotnie posłował na sejmy a w 1725 był deputatem do Trybunału Głównego Koronnego. Był wybierany posłem raz krakowskiego innym razem z sandomierskiego. Poseł województwa sandomierskiego na sejm 1729 roku i na sejm 1730 roku. Poseł województwa krakowskiego na sejm 1732 roku. Poseł księstw oświęcimskiego i zatorskiego na sejm nadzwyczajny 1733 roku. Na sejmie nadzwyczajnym tzw. dwuniedzielnym w 1733 został wybrany marszałkiem, jednak w związku ze śmiercią króla i bezkrólewiem obrady przerwano. Jako poseł na sejm konwokacyjny 1733 roku z księstw oświęciemskiego i zatorskiego był członkiem konfederacji generalnej zawiązanej 27 kwietnia 1733 roku na tym sejmie. Był posłem księstw oświęcimskiego i zatorskiego na sejm elekcyjny 1733, elektor Stanisława Leszczyńskiego w 1733 roku z księstw oświęcimskiego i zatorskiego.  Jako deputat z Prowincji Małopolskiej podpisał pacta conventa Stanisława Leszczyńskiego w 1733 roku.
Za J. Bartoszewiczem zacytujmy fragment kwiecistej, zawierającej liczne makaronizmy, mowy wygłoszonej przed izbą poselska po śmierci Augusta II (pisownia oryginalna):

Niespodziewana, ale zawsze do ludzkiej przywiązana kondycji, szczęścia z nieszczęściem metemorphosis, asperitate (goryczą) opłakanej nowiny skrępowawszy język, otworzyć usta nie pozwala, cripit verba dolor (boleść tłumi wyrazy) i samem tylko jęczeniem, plus gemitu quam voce loqui (więcej jęczeniem jak głosem mówić) dopuszcza. Po zajaśniałej ojczyźnie do pewnego uspokojenia, pogodzie, burżliwa świat nasz Polski zaciemnia pomroka. Po tak wesołej przy uniwersalnego pokoju zaszczycie sytuacji, smutne orphanitatis (sieroctwa) Rzpltej przychodzą godziny, cythara nasza versa est in luctum (nasza lutnia płacze). Ów prawdziwy pater patriae, servata vocat quem Roma parentem (którego Rzym ocalony ojcem swoim nazywa), ...ów, któremu nie tylko wolny nasz naród, ale dziedziczne jego państwo, jak za przydomek ten dawały tytuł: Łaskawy August, w nieprzestarzałym wieku dessit vivere (żyć przestał)....

Na terenie jego starostwa (w wiosce Drugnia) odkryto potaż i Ożarowski wyjednał sobie u króla zgodę na wypalanie tego związku chemicznego. W kwietniu 1734 roku został zwolennikiem Stanisława Leszczyńskiego a w listopadzie przystąpił do konfederacji dzikowskiej i stał się bardzo czynnym jej uczestnikiem jako poseł w Paryżu. Początkowo został życzliwie przyjęty przez królową Marię. Dla dodania sobie prestiżu zaczął tytułować się hrabią. Pierwszy minister Francji André Hercule de Fleury potraktował go jednak bardzo niechętnie i w konsekwencji jego misja uzyskania poparcia dla Stanisława Leszczyńskiego nie przyniosła oczekiwanych rezultatów. Król, który zdecydował się dobrowolnie ustąpić z tronu, chcąc zachować pozory pisał do Ożarowskiego (pisownia oryginalna): "...Tempestas et me projiciat in mare (niech burza i mnie w morze wrzuci) ale salwujcie ojczyznę... Największą ufność pokładam in prudentia et zelo W. M. Pana, zaklinają go już nie na moje interessa, które cuique sorte decydowane, ale tej miłości i affektu żadna we mnie rewolucja nie odmieni, abyś się z ministrem pogodził i pracował, aby ojczyznę ratować na samem brzegu przepaści stojącą."
W lipcu 1736 roku podpisał elekcje Augusta III i został wyznaczony do ułożenia pacta conventa dla nowego króla. W 1737 został generałem-lejtnantem piechoty koronnej i otrzymał regiment pieszy królewicza Augusta.
Był m.in. właścicielem Ożarowa, Działoszyc i Chmielnika.
Podstoli wielki koronny w roku 1728, od roku 1729 do 1742 oboźny wielki koronny.

## Odznaczenia
- Order Wojskowy Świętego Henryka (1737 w pałacu saskim).
- Orderem Orła Białego (3 sierpnia 1738 w Moritzburgu)[15].